# Ворожцов, Николай Николаевич (старший)
Николай Николаевич Ворожцов (старший) (1881, Иркутск — 1941, Москва) — русский и советский химик-органик. Внёс большой вклад в развитие советской анилинокрасочной промышленности. Лауреат Сталинской премии в области науки (1952, посмертно). Отец химика Николая Николаевича Ворожцова (младшего).

## Биография
Николай Ворожцов родился 16 (28) апреля 1881 года в Иркутске в семье торгового служащего. В 1904 окончил Харьковский практический технологический институт (химическое отделение). С 1904 по 1912 год работал в Томском технологическом институте сперва ассистентом, а затем преподавателем. С 1913 по 1920 год преподавал в Варшавском политехническом институте (с 1918 года — Нижегородский университет). В 1916 году защитил кандидатскую диссертацию на степень адъюнкта химической технологии, после чего был утверждён в должности экстраординарного профессора. С 1917 года — ординарный профессор; с 1918 по 1920 год — декан физико-химического факультета Нижегородского университета.
В 1916 году организовал в Москве лабораторию «Русско-краска» (позднее — Центральная лаборатория Анилтреста; с 1931 — НИИ органических продуктов и красителей — НИОПИК). Ворожцов был руководителем этой лаборатории до 1919 года.
В 1920—1924 годах преподавал в Иваново-Вознесенском политехническеском институте; в 1920—1922 годах был деканом химического факультета, а в 1922—1924 годах — ректором института. В 1924 году переехал в Москву, до 1926 года заведовал кафедрой химии и технологии волокнистых и красящих веществ в Московском химико-технологическом институте им. Д. И. Менделеева. В 1926 году организовал в МХТИ кафедру технологии органических красителей и промежуточных продуктов, был её первым заведующим (1926—1930). С 1925 года — научный руководитель Анилтреста. Ворожцов основал журнал «Химическая промышленность» и в течение нескольких лет был его редактором. В декабре 1930 года был арестован, освобождён в июле 1931 года. До 1932 года работал посёлке Рубежное Луганской области заведующим кафедрой Рубежанского химико-технологического института и научным руководителем Рубежанского филиала НИОПИК. В 1934 году вновь переехал в Москву и до конца жизни возглавлял созданную им кафедру в МХТИ. Также был консультантом НИОПИК.
Скончался 9 августа 1941 года в Москве. Похоронен на Ваганьковском кладбище.

## Сочинения
- Основы синтеза красителей: Начальные вещества и методы получения промежуточных продуктов. М.; Л., 1925;
- Ступени в синтезе красителей: (Химия циклических промежуточных продуктов). Л., 1926;
- Сборник статей. М.; Л., 1948;
- Основы синтеза промежуточных продуктов и красителей: [Учеб. пособие для хим.-технол. вузов]. 4-е изд. М., 1955.